# سواستیک‌اسانا

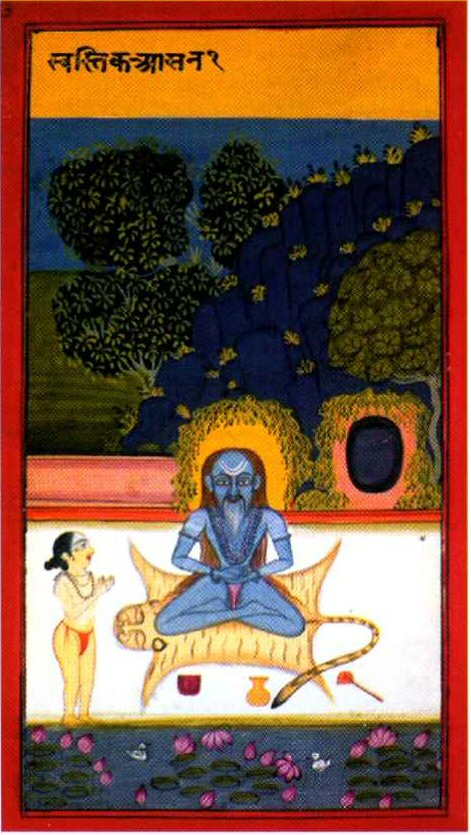
سواستیک اَسانا یوگی برای رسیدن به رهایی روی پوست ببر مراقبه می‌کند.

سواستیک اَسانا (به سانسکریت: स्वस्तिकासन، IAST svastikāsana) یک آسانا مدیتیشن باستانی در هاتا یوگا است که به صورت چهار زانو نشسته‌است.
در سانسکریت svastika به معنی فرخنده است.

## وضعیت راحت
این نام از واژه‌های سانسکریت svastika (स्वस्तिक) است. سواستیک اسانا (وضعیت راحت)، در کنار سوخاسانا، سیدهاسانا و پادماسانا، یک آسانا است که به‌طور سنتی برای تمرینات دیانا (مدیتیشن) و پرانایاما (تنفس) استفاده می‌شود.

## شرح
Svastikasana راحت نشستن با بدن عمودی (بالا) است. کف هر دو پا روی قسمت داخلی ران‌ها قرار می‌گیرد، با حفظ تعادل.